# Ahmad Ibn 'Îsâ Ibn Zayd
 (avril 2016).
Ahmad Ibn 'Îsâ Ibn Zayd Ibn 'Alî Ibn Al Husayn Ibn 'Alî Ibn Abî Tâlib (احمد ابن عيسى ابن زيد بن علي بن الحسين بن علي بن أبي طالب) (né en 774 - mort en 861),  est l'un des éminents savants de l'école zaydite, spécialisé dans la jurisprudence et le hadîth. Il est notamment l'auteur du Kitâb Us Siyâm et du célèbre Al Amâlî, l'un des principaux recueils de hadîth zaydites. 
Ses principaux maîtres sont Al Qâsim Ibn Ibrâhîm Ar Rassî et Al Husayn Ibn Zayd Ibn 'Alî.
Ses principaux élèves sont Abû Ja'far Muhammad Ibn Mansûr Al Kûfî Al Murâdî, Muhammad Ibn Al Qâsim Ibn Ibrâhîm Al Hasanî et Al Husayn Ibn Al Qâsim Ibn Ibrâhîm Al Hasanî.

## Sources
- Maqâtil Ut Tâlibiyyîn de Abu-l-Faraj Al Asbahânî.
- Mîzân Ul I'tidâl de Shams Ud Dîn Ad Dhahabî.
- At Tahaf Sharh Iz Zalaf de Al Mu°ayyadî.